# HD 192342
HD 192342，又名BD+23 3935，SAO 88377、HR 7723，是一颗恒星，视星等为6.56，位于銀經63.85，銀緯-5.61，其B1900.0坐标为赤經20h 9m 22.9s，赤緯+23° -5.61′ 8″。